# Pterygascidia mirabilis
Pterygascidia mirabilis är en sjöpungsart som beskrevs av Sluiter 1904. Pterygascidia mirabilis ingår i släktet Pterygascidia och familjen Agneziidae. Inga underarter finns listade i Catalogue of Life.